# Andianou
Andianou est un village situé au centre de la Côte d’Ivoire. Il appartient au département de Dimbokro, dans la région du N’Zi. Il est voisin au village Koffi Ahoussoukro.